# نقش‌برجسته شاپور دوم و شاپور سوم در تاق‌بستان

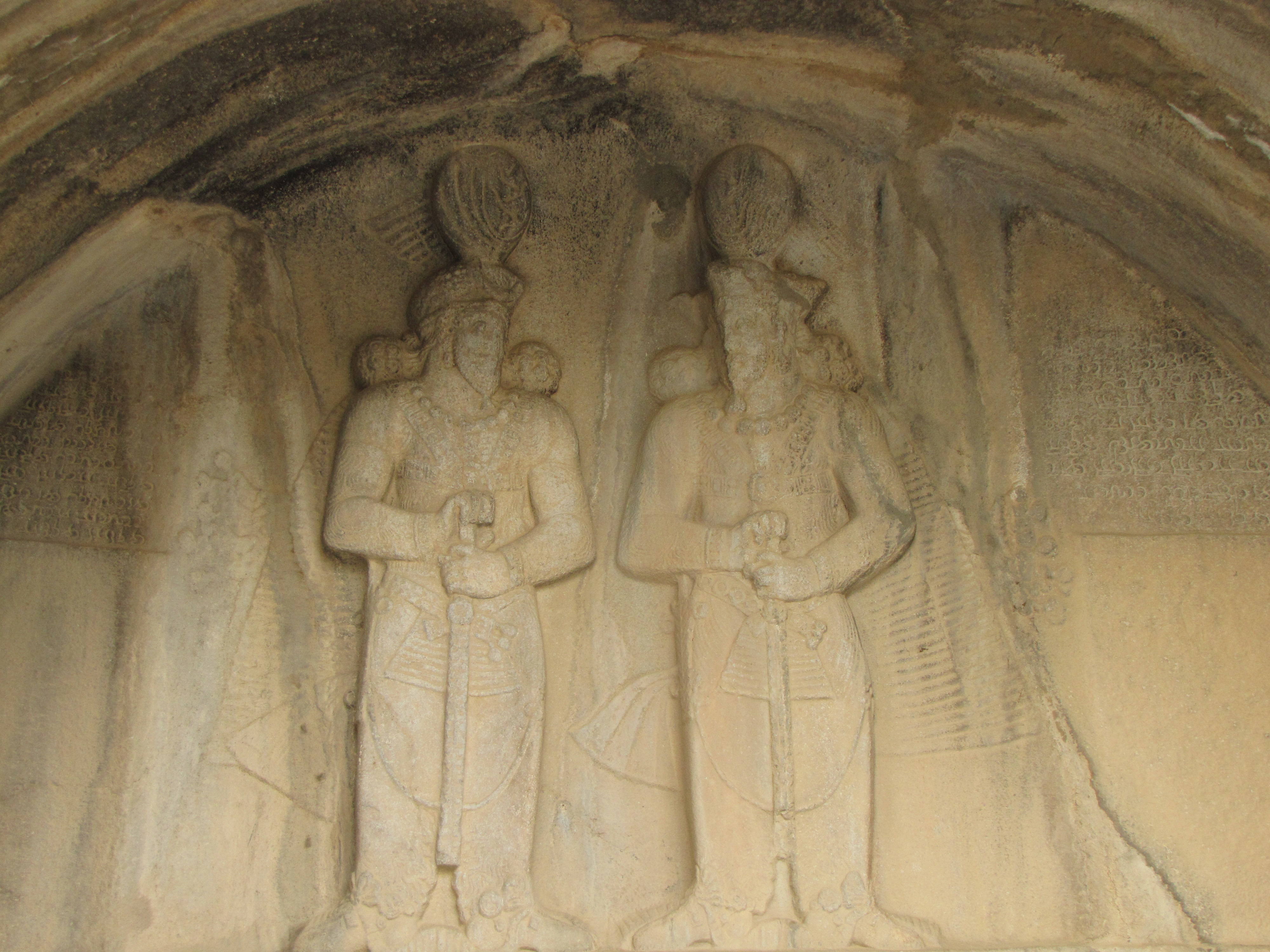
نقش‌برجستهٔ شاپور دوم (چپ) و شاپور سوم (راست) در تاق‌بستان

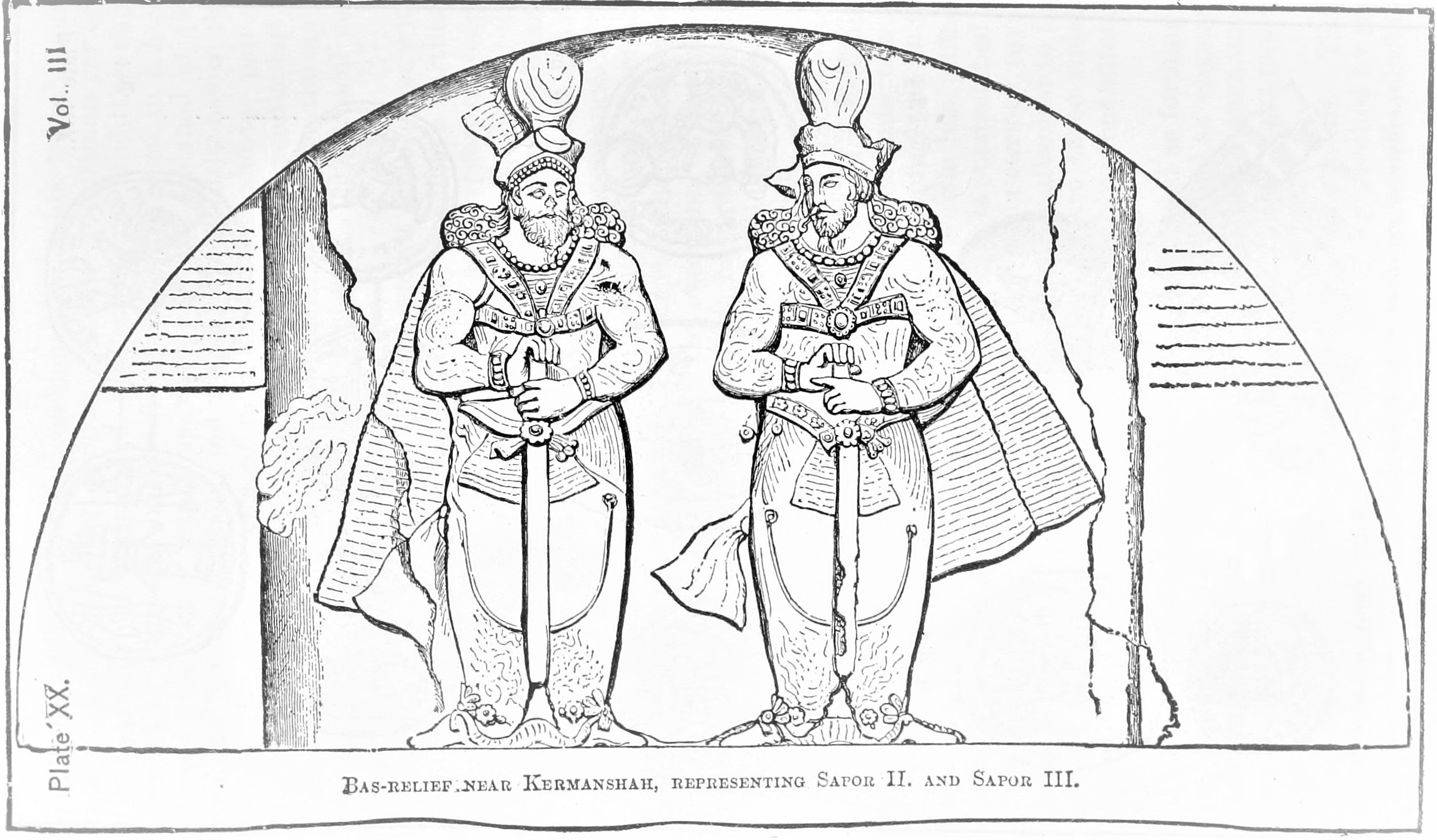
نگاره‌ای از نقش‌برجسته شاپور دوم (چپ) و شاپور سوم (راست) در تاق‌بستان اثر جرج راویلسون

نقش‌برجستهٔ شاپور دوم و شاپور سوم در تاق‌بستان در ایوان کوچک تاق‌بستان در ۵ کیلومتری شمال شرقی شهر کرمانشاه دو نقش‌برجستهٔ یکی از شاپور دوم ساسانی در سمت راست نفش و دیگری از شاپور سوم در سمت چپ آن وجود دارد. در کنار هر یک از آن دو، سنگ‌نوشته‌ای به زبان پارسیگ شامل نام و نسب هر یک کنده شده‌است.
سنگ‌نوشتهٔ شاپور دوم دارای ۹ سطر و حاکی از عنوان او و نیز نام و عنوان پدر او هرمز دوم و نیای او نرسی است.
| برگردان سنگ‌نوشتهٔ شاپور دوم (۹ سطر در پارسیگ) این است پیکر بغ مزداپرست. خدایگان شاهپور، شاهان‌شاه ایران و انیران که چِهْرْ (=نژاد) از ایزدان دارد. فرزند بغ مزداپرست، خدایگان اورمزد، شاهان‌شاه ایران و انیران که چِهْرْ (=نژاد) از ایزدان دارد، نوهٔ خدایگان نرسی شاهان‌شاه |

سنگ‌نوشتهٔ شاپور سوم دارای ۱۳ سطر است و حاوی عنوان شاپور سوم و عنوان پدرش شاپور دوم و نیای او هرمز دوم است.
| برگردان سنگ‌نوشتهٔ شاپور سوم (۱۳ سطر در پارسیگ) این است پیکر بغ مزداپرست. خدایگان شاهپور، شاهان‌شاه ایران و انیران که چِهْرْ (=نژاد) از ایزدان دارد، فرزند بغ مزداپرست خدایگان شاهپور، شاهان‌شاه ایران و انیران که چِهْرْ از ایزدان دارد، نوهٔ خدایگان اورمزد شاهان‌شاه |